# Акера
Акера́ (Хакари, Хякяри, Акарачай,, Акерачай; азерб. Həkəri) — левый приток Аракса.

## Общие сведения
Протекает по Азербайджану, на небольшом участке служит в качестве границы с Арменией. Исток реки расположен в горах Карабаха, на Армянском нагорье. Длина реки — 164 км или 113 км. Площадь водосборного бассейна — 2970 км² или 2570 км². Средняя высота бассейна над уровнем моря — 2190 м.
Река образуется слиянием рек Гочазсу и Шальва. В середине XX века считалась левым притоком Воротана/Базарчая.
Притоки — Воротан/Базарчай (крупнейший), Мейдандереси, Забухчай, Кичик-Акера.
В древности служила границей между армянскими историческими областями Сюник и Арцах (Нагорный Карабах). Являлась одной из трех главных рек Сюника.

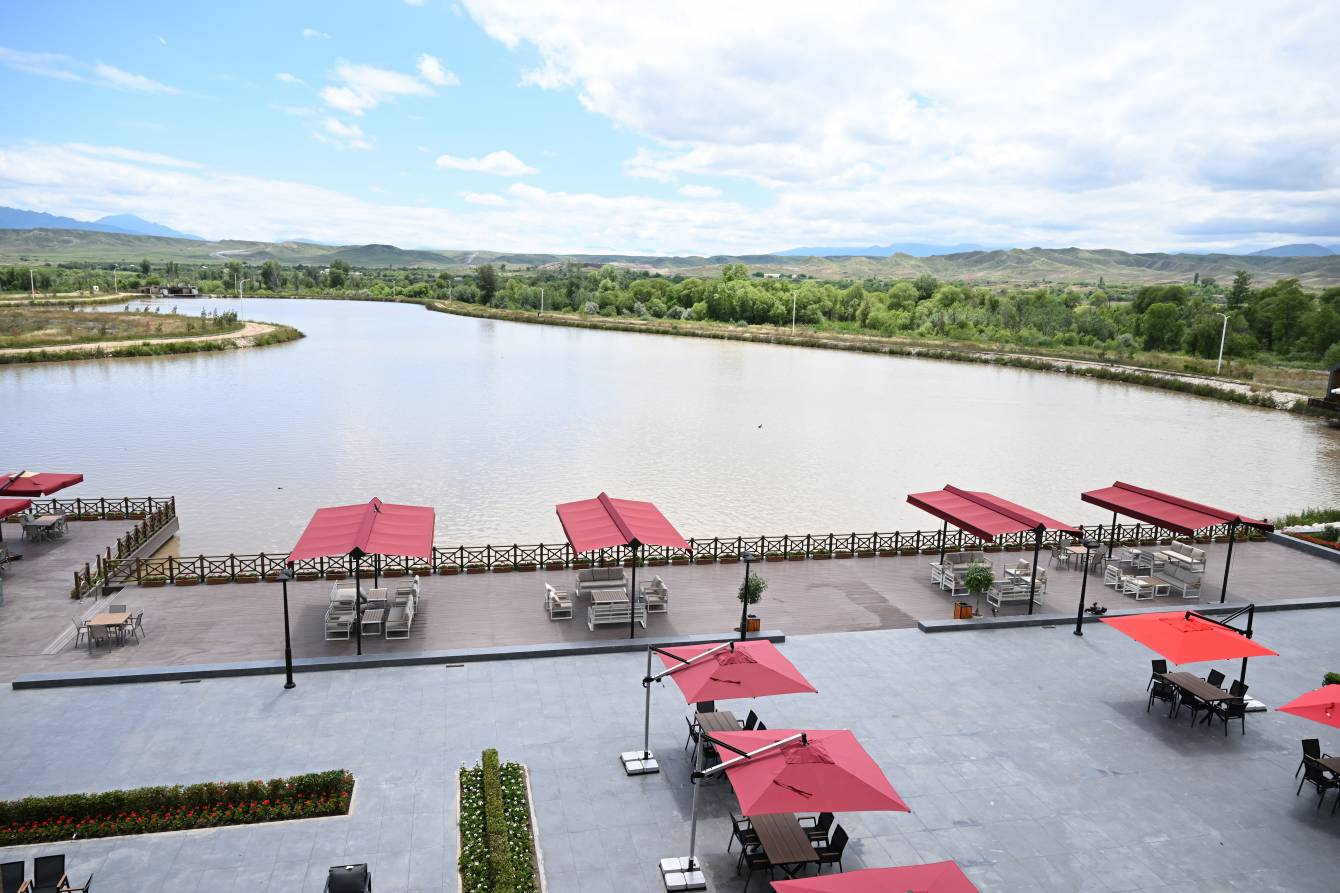
Искусственное озеро на реке Хакари 18 мая 2024

Протекает по узкому и глубокому ущелью. В среднем течении долина расширяется. В верховьях русло Акера пролегает в осадочных, вулканических породах, поросших дубами и грабами берегах. Основное питание реки осуществляется снеговыми и дождевыми водами. Используется для орошения. Половодье в мае-июне.
Средний расход воды составляет в районе г. Лачин в мае 22,7 м³/с. Река богата рыбными ресурсами, развито рыболовство.
В рамках строительства железнодорожной ветки Горадиз — Агбенд через реку строится мост длиной 771 метр, состоящий из 23 пролётов. Мост станет самым длинным в регионе.